# Освајачи медаља на европским првенствима у атлетици на отвореном — 200 метара за мушкарце
Освајачи медаља на европским првенствима у атлетици на отвореном у дисциплини трчања на 200 метара, која је у програму од првог Европског првенства у Торину 1934., приказани су у следећој табели са постигнутим резултатима, рекордима и билансом освојених медаља по земљама и појединачно у овој дисциплини. Резултати су приказани у секундама.
Најуспешнији појединац после 23 европска првенства био је Пјетро Менеа из Италије са 2 златне медаље.  Код екипа најспешнје је Уједињено Краљевство са укупно 19 медаља од чега 5 златне, 6 сребрне и 8 бронзаних.
Рекорд европских првенстава на отвореном држи Рамил Гулијев из Турске са 19,76 секунди који је постигао у финалној трци Европског првенства у Берлину 2018.

## Освајачи медаља на европским првенствима на отвореном
| Дисциплина             |                                      | Резултат     |                                            | Резултат |                                        | Резултат |
| Торино 1934 детаљи     | Кристијан Бергер · Холандија         | 21,5 РЕП     | Јожеф Шир Мађарска                         | 21,5 РЕП | Мартинус Осендарп · Холандија          | 21,6     |
| Париз 1938 детаљи      | Мартинус Осендарп · Холандија        | 21,2 РЕП     | Јакоб Шојринг · Немачка                    | 21,6     | Алан Пенингтон · Уједињено Краљевство  | 21,6     |
| Осло 1946 детаљи       | Николај Каракулов · СССР             | 21,6         | Хакон Транберг · Норвешка                  | 21,7     | Јиржи Давид · Чехословачка             | 21,8     |
| Брисел 1950 детаљи     | Брајан Шентон · Уједињено Краљевство | 21,5         | Етјен Бали · Француска                     | 21,8     | Јан Ламерс · Холандија                 | 22,1     |
| Берн 1954 детаљи       | Хајнц Фитерер · Западна Немачка      | 20,9 ЕР, РЕП | Ардалион Игњатјево · Русија                | 21,1 НР  | Џорџ Елис · Уједињено Краљевство       | 21,2 НР  |
| Стокхолм 1958 детаљи   | Манфред Гермар · Западна Немачка     | 21,0         | Дејвид Сегал · Уједињено Краљевство        | 21,3     | Жоселин Делекур · Француска            | 21,3     |
| Београд 1962 детаљи    | Ове Јонсон · Шведска                 | 20,7 РЕП     | Мариан Фоик · Пољска                       | 20,8     | Серђо Отолина · Италија                | 20,8     |
| Будимпешта 1966 детаљи | Роже Бамбик · Француска              | 20,9         | Маријан Дуђак · Пољска                     | 21,0     | Жан-Клод Неле · Француска              | 21,0     |
| Атина 1969 детаљи      | Филип Клер · Швајцарска              | 20,70 РЕП    | Херман Бурде · Источна Немачка             | 20,94    | Зенон Новош · Пољска                   | 20,96    |
| Хелсинки 1971 детаљи   | Валериј Борзов · Совјетски Савез     | 20,31 РЕП    | Франц-Петер Хофмајстер Западна Немачка     | 21,71    | Јерг Пфејфер Источна Немачка           | 20,73    |
| Рим 1974 детаљи        | Пјетро Менеа · Италија               | 20,60 =РЕП   | Манфред Омер Западна Немачка               | 20,76    | Ханс-Јирген Бомбах Источна Немачка     | 20,83    |
| Праг 1978 детаљи       | Пјетро Менеа · Италија               | 10,16 РЕП    | Олаф Пренцлер Источна Немачка              | 20,61    | Петер Мустер · Швајцарска              | 20,64    |
| Атина 1982 детаљи      | Олаф Пренцлер Источна Немачка        | 20,46        | Камерон Шарп · Уједињено Краљевство        | 20,47    | Франк Емелман Источна Немачка          | 20,60    |
| Штутгарт 1986 детаљи   | Владимир Крилов · Совјетски Савез    | 20,52        | Јирген Еверс Западна Немачка               | 20,75    | Андреј Федорив · Совјетски Савез       | 20,74    |
| Сплит 1990 детаљи      | Џон Риџис · Уједињено Краљевство     | 20,11 РЕП    | Жан-Шарл Труабал · Француска               | 20,21    | Линфорд Кристи · Уједињено Краљевство  | 20,33    |
| Хелсинки 1994 детаљи   | Гејр Моен · Норвешка                 | 20,11 РЕП    | Владислав Дологодин · Украјина             | 20,47    | Патрик Стивенс · Белгија               | 20,68    |
| Будимпешта 1998 детаљи | Даглас Вокер · Уједињено Краљевство  | 20,53        | Даглас Тарнер · Уједињено Краљевство       | 20,64    | Џујијан Голдинг · Уједињено Краљевство | 20,72    |
| Минхен 2002. детаљи    | Костантинос Кентерис · Грчка         | 19,85 РЕП    | Френсис Обиквелу · Португалија             | 20,21    | Марлон Девониш · Уједињено Краљевство  | 20,24    |
| Гетеборг 2006 детаљи   | Френсис Обиквелу · Португалија       | 20,01        | Јохан Висман · Шведска                     | 20,38    | Марлон Девониш · Уједињено Краљевство  | 20,54    |
| Барселона 2010 детаљи  | Кристоф Леметр · Француска           | 20,37        | Кристијан Малком · Уједињено Краљевство    | 20,38    | Мартјал Мбанђок · Француска            | 20,42    |
| Хелсинки 2012 детаљи   | Чуранди Мартина · Холандија          | 20,42        | Патрик ван Лојк · Холандија                | 20,87    | Данијел Талбот · Уједињено Краљевство  | 20,95    |
| Цирих 2014 детаљи      | Адам Џемили · Уједињено Краљевство   | 19,98        | Кристоф Леметр · Француска                 | 20,15    | Сергеј Смелик · Украјина               | 20,30    |
| Амстердам 2016 детаљи  | Бруно Ортелано · Шпанија             | 20,45        | Рами Гулијев · Турска                      | 20,51    | Данијел Талбот · Уједињено Краљевство  | 20,56    |
| Белин 2018 детаљи      | Рами Гулијев · Турска                | 19,76 РЕП    | Натанил Мичел-Блејк · Уједињено Краљевство | 20,04    | Алекс Вилсон · Швајцарска              | 20,04    |
| Минхен 2022 детаљи     | Зарнел Хјуз · Уједињено Краљевство   | 20,07        | Натанил Мичел-Блејк · Уједињено Краљевство | 20,17    | Филипо Торту · Италија                 | 20,27    |
| Рим 2024 детаљи        | Тимоти Мументалер · Швајцарска       | 20,28        | Филипо Торту · Италија                     | 20,41    | Вилијам Рејс · Швајцарска              | 20,47    |
| Бирмингем 2026         |                                      |              |                                            |          |                                        |          |

## Биланс медаља
| #   | Држава               |    |    |    |    |
| --- | -------------------- | -- | -- | -- | -- |
| 1.  | Уједињено Краљевство | 5  | 6  | 8  | 19 |
| 2.  | Холандија            | 3  | 1  | 2  | 6  |
| 3.  | СССР                 | 3  | 1  | 1  | 5  |
| 4.  | Француска            | 2  | 3  | 3  | 8  |
| 5.  | Западна Немачка      | 2  | 3  | -  | 5  |
| 6.  | Италија              | 2  | 1  | 2  | 5  |
| 7.  | Швајцарска           | 2  | -  | 3  | 5  |
| 8.  | Источна Немачка      | 1  | 2  | 3  | 6  |
| 9.  | Норвешка             | 1  | 1  | -  | 2  |
| 9.  | Португалија          | 1  | 1  | -  | 2  |
| 9.  | Шведска              | 1  | 1  | -  | 2  |
| 9.  | Турска               | 1  | 1  | -  | 2  |
| 13. | Грчка                | 1  | -  | -  | 1  |
| 13. | Шпанија              | 1  | -  | -  | 1  |
| 15. | Пољска               | -  | 2  | 1  | 3  |
| 16. | Украјина             | -  | 1  | 1  | 2  |
| 17. | Мађарска             | -  | 1  | -  | 1  |
| 17. | Немачка              | -  | 1  | -  | 1  |
| 19. | Белгија              | -  | -  | 1  | 1  |
| 19. | Чехословачка         | -  | -  | 1  | 1  |
|     | Укупно (20)          | 26 | 26 | 26 | 78 |

|    | Атлетичар                                  | Злато | Сребро | Бронза | Укупно |
| -- | ------------------------------------------ | ----- | ------ | ------ | ------ |
| 1. | Пјетро Менеа · Италија                     | 2     | 0      | 0      | 2      |
| 2. | Кристоф Леметр · Француска                 | 1     | 1      | 0      | 2      |
| 2. | Френсис Обиквелу · Португалија             | 1     | 1      | 0      | 2      |
| 2. | Олаф Пренцлер · Источна Немачка            | 1     | 1      | 0      | 2      |
| 2. | Рамил Гулијев · Турска                     | 1     | 1      | 0      | 2      |
| 6. | Мартинус Осендарп · Италија                | 1     | 0      | 1      | 2      |
| 7. | Натанил Мичел-Блејк · Уједињено Краљевство | 0     | 2      | 0      | 2      |
| 8. | Филипо Торту · Италија                     | 0     | 1      | 1      | 2      |
| 9. | Марлон Девониш · Уједињено Краљевство      | 0     | 0      | 2      | 2      |
| 9. | Данијел Талбот · Уједињено Краљевство      | 0     | 0      | 2      | 2      |